# 제2차 오렌지회의
제 2차 오렌지회의(Second Council of Orange, 혹은 Second Synod of Orange)는 529년 오스트로고틱 왕국의 일부인 오렌지에서 열린 회의이다. 히포의 어거스틴의 신학과 협력주의의 많은 부분을 확언하였고 후에 반펠라기우스주의로 알려진 이단사상에 대항하여 여러반박을 발표한 회의이다.

## 참여한 주교들
- 아를의 체사리우스
- 율리아누스 아마르톨루스 (카르팡트라의 주교)
- 콘스탄치우스 (가프의 주교)
- 치프리아누스 (툴롱의 주교)
- 에우케리우스 (아비뇽의 주교)
- 에우케리우스
- 에라클리우스 (셍-뽈-뜨화-샤또의 주교)
- 프링치피우스
- 필라그리우스 (카바용의 주교)
- 막시무스
- 프레텍스타투스 (아프트의 주교)
- 알레티우스 (베송의 주교)
- 루페르치아누스 (프레쥐스의 주교)
- 빈데미알리스 (오랑주의 주교)

## 같이 보기
- 반펠라기우스주의